# Länsväg 142
De Zweedse weg 142 (Zweeds: Länsväg 142) is een provinciale weg in de provincie Gotlands län in Zweden en is circa 75 kilometer lang. De weg ligt op het eiland Gotland.

## Plaatsen langs de weg
- Visby
- Hemse
- Havdhem
- Burgsvik

## Knooppunten
- Länsväg 140, Länsväg 148: gezamenlijk tracé van zo'n 2 kilometer, bij Visby (begin)
- Länsväg 144 bij Hemse
- Länsväg 141 bij Hemse
- Länsväg 140